# 广西路15号祥福洋行公寓
36°3′47.3″N 120°19′02.5″E / 36.063139°N 120.317361°E
广西路15号祥福洋行公寓是原址位于中国山东省青岛市市南区广西路15号（含17号）的一座商住建筑，建于1903-1904年，为德占时期地产公司祥福洋行所建，1993年拆除。

## 历史
1900年代前半叶，德国人阿尔弗雷德·希姆森（德語：Alfred Siemssen）创办的祥福洋行地产公司在海因里希亲王街（Prinz-Heinrich-Straße，今广西路）提尔皮茨街（Tirpitzstraße，今莒县路）路口的E街区建设了两座三层商住建筑，位于地块西侧街角处的1号楼建于1903-1904年，即今广西路15号-17号址。其东侧为建于1901-1902年的2号楼。该楼及附近的商业楼在德国海军部编写的1903-1904年度《胶澳租借地发展备忘录》中被称为“欧洲人商业大楼”（Geschäftshäuser für Europäer）。该楼此后半个世纪内长期为商住用房。1914年日军占领青岛后，祥福洋行地产被全部没收。1949年后改为民宅。该楼于1992年被收录在德国学者托尔斯滕·华纳（Torsten Warner）的著作《德国建筑艺术在中国：建筑文化移植》（Deutsche Architektur in China, Architekturtransfer）中，但一年后的1993年冬即被拆除，原址新建住宅楼。
2009年7月27日，该建筑原址上建于1990年代的建筑列入市南区未核定为文物保护单位的不可移动文物（一般不可移动文物）名录，年代标为“民国”。

## 建筑特色
根据德占初期的城市规划与建筑规定，沿海街道后侧的第一条平行街道（即今广西路）被规划为商贸街区，该街区只允许建造封闭式三层楼房，临街立面必须与街道平行，该建筑即为顺应该规定所建。该建筑外观与东侧的E街区2号楼相似，楼高3层，外墙为白线勾边的红砖清水墙，正立面为对称布局，中段为6开间拱券敞廊，两端则开窗洞，上方及西立面檐口起山墙，以花岗岩砌成的多段曲线勾边装饰。外墙窗台、墙角等处点缀花岗岩石材，以丰富立面的对比与变化。
华纳认为该建筑使人想起北德沿海城市的建筑，而该建筑的山墙样式及红砖与花岗岩交相砌筑的墙面在从荷兰到但泽一带的沿海地区随处可见。

## 图集
- 1910年代的广西路莒县路路口东侧，右侧为原E街区祥福洋行1号楼及远处的胶澳皇家邮政局、德基洋行等建筑，左侧可见博德维希商业大楼
- 民国时期的原E街区祥福洋行1号楼与左侧的莒县路
- 广西路15-17号址现状，2020年